# آقای وینت و آقای کید
آقای وینت و آقای کید شخصیت های خیالی رمان و فیلم جیمز باند الماس های همیشه هستند .  در این رمان، وینت و کید اعضای گروه The Spangled Mob هستند . در فیلم، فرض بر این است که آنها افراد شرور اصلی ارنست استاورو بلوفلد هستند ، اگرچه شخصیت‌ها هیچ صحنه‌ای را با آنها به اشتراک نمی‌گذارند و دیده نمی‌شوند که دستورالعمل‌هایی از بلوفلد (یا هر کس دیگری، به جز برت ساکسبی) دریافت کنند. یکی از علائم تجاری آنها تجارت کنایه پس از کشتن اهداف است. آنها همچنین پس از تلاش ناموفق برای کشتن باند این کار را انجام می دهند.  در این فیلم، وینت توسط بروس گلاور و کید توسط نوازنده جاز پیتر اسمیت نقش آفرینی می شوند.

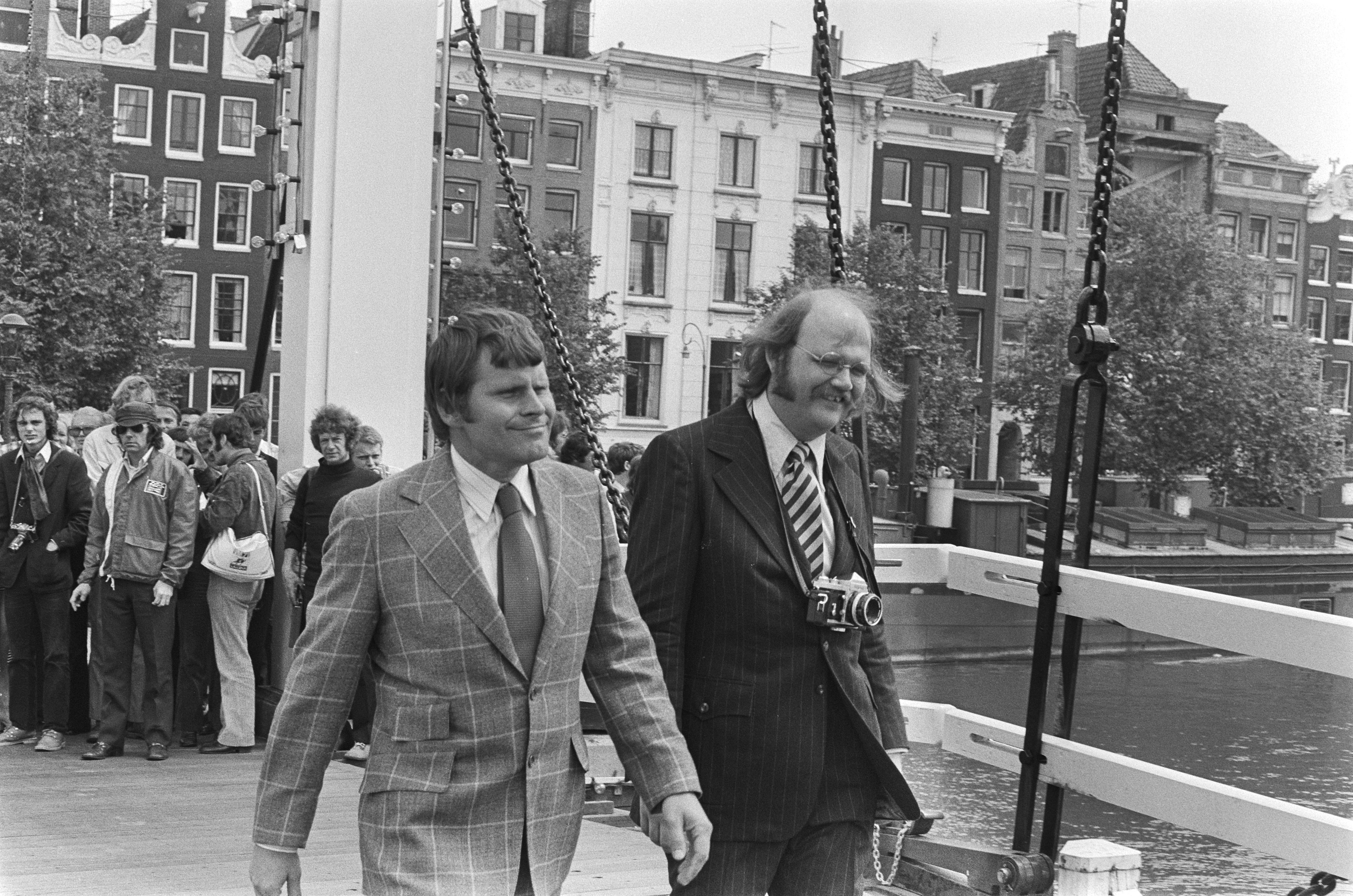
بروس گلوور در نقش آقای وینت و پیتر اسمیت در نقش آقای کید

| اولین ظهور              | الماس ها همیشه هستند (رمان 1956)            |
| آخرین حضور              | الماس ها همیشه هستند (فیلم 1971)            |
| خلق شده توسط            | ایان فلمینگ                                 |
| به تصویر کشیده شده توسط | بروس گلاور(آقای وینت) پیتر اسمیت (آقای کید) |
| اطلاعات درون کیهانی     |                                             |
| جنسیت                   | مرد (هر دو)                                 |
| وابستگی                 | The Spangled Mob (رمان) SPECTER (فیلم)      |
| طبقه بندی               | سرسپردگان                                   |

## در رمان
وینت و کید به عنوان قاتلان و مجریان گروه Spangled Mob، در میان چیزهای دیگر، وظیفه دارند تا مطمئن شوند که قاچاق الماس و هر چیزی که به آن مرتبط است بدون هیچ مشکلی انجام می شود. اگر مشکلی پیش بیاید، وینت و کید (در رمان هرگز از آنها به عنوان «آقا یاد نمی‌شود) فرستاده می‌شوند تا مجرمان را متقاعد کنند که دیگر مرتکب اشتباه نشوند. آنها از کشتن لذت سادیستی می برند. این به ویژه در صحنه ای مشهود است که در آن آنها گل جوشان را روی صورت سوارکاری می ریزند که به اعتقاد آنها مانع از برنده شدن یک اسب متعلق به اوباش در مسابقه شده است.
از لندن تا نیویورک سیتی، وظیفه آنها این است که هر کسی که الماس را به صورت بین المللی قاچاق می کند، مطمئن شود که قاچاقچی هیچ ایده ای در مورد تجارت برای خودش ندارد. برای این، این دو به عنوان تاجران آمریکایی ظاهر می شوند که خود را "W. Winter" و "B. Kitteridge" می نامند. اگرچه آنها هر دو قاتل سرسخت هستند، اما وینت به طور بیمارگونه از سفر می ترسد. هنگامی که او مجبور است این کار را انجام دهد، یک برچسب نام شناسایی و یک برچسب که روی آن نوشته شده است " گروه خون من F است" می پوشد. همچنین باید توسط کارفرمایانش پاداش ویژه ای به او پرداخت شود. وینت به دلیل فوبیای خود، نام مستعار "بادی" را برای خود انتخاب کرد، اگرچه هیچ کس جرات نمی کرد او را در چهره او اینگونه صدا بزند. کید به دلیل ظاهر "پسر زیبا" به "بوفی" ملقب شده است. فلیکس لایتر مشکوک است که هر دو همجنسگرا هستند ، نکته ای که در فیلم بر آن تاکید شده است. وینت یک زگیل قرمز بزرگ روی یک انگشت شست دارد، جزئیاتی که به لایتر اجازه می‌دهد وقتی باند به آن اشاره می‌کند، دخالت خود را تایید کند.
در یک شهر ارواح در خارج از لاس وگاس، گانگستر برجسته، سرافیمو اسپنگ ، به پوشش باند نفوذ می کند و به وینت و کید دستور می دهد که باند را شکنجه کنند تا هویت واقعی او را بیاموزند. وینت و کید سپس یک " بروکلین کوبیدن" را اجرا می کنند، با لگد زدن باند به بیهوشی در حالی که گیره فوتبال به تن داشت، پس از آن تیفانی کیس قاچاقچی به او کمک می کند تا فرار کند. پس از ربودن تیفانی در ملکه الیزابت ، باند با پایین رفتن از کنار کشتی و شیرجه رفتن به داخل کابین او از طریق دریچه به کمک او می آید. آنها دعوا می کنند و باند به هر دوی آنها شلیک می کند. برای جلوگیری از دردسر، او سپس شواهدی را در کابین جعل می‌کند تا شبیه یک قتل-خودکشی به نظر برسد . پس از قتل، باند به رابطه خود با تیفانی فکر می کند و به این فکر می کند که آیا این رابطه برای همیشه ادامه خواهد داشت. اما متوجه چشمان مرده قاتلان می شود که به او خیره شده اند. باند تصور می کند که آنها می گویند "هیچ چیز برای همیشه ماندگار نیست، مگر آنچه با من کردی!" - اشاره به عنوان کتاب.

## در فیلم
آقای وینت و شریکش آقای کید قاتلان آمریکایی هستند که برای ارنست استاورو بلوفلد ( چارلز گری ) کار می کنند، اگرچه هرگز در تعامل با او دیده نمی شوند. وظیفه آنها برچیدن خط لوله قاچاق الماس بلوفلد است که تقریباً دو سال است که الماس ها را به بلوفلد هدایت می کند، که از آنها برای ساخت یک ماهواره لیزری قدرتمند استفاده می کند. از آنجایی که ماهواره تقریباً تکمیل شده است و تحقیقات سیا و MI6 نشان می دهد که علاقه زیادی به فعالیت های بلوفلد نشان می دهد، خط لوله قاچاق باید حذف شود تا مسیر بلوفلد را پوشش دهد. وینت و کید فرستاده می‌شوند تا هر کسی را که با الماس‌ها در تماس است را پس از انجام وظیفه در عملیات قاچاق الماس بکشند.  آنها محموله نهایی الماس را از طریق خط لوله ای که از آفریقای جنوبی به ایالات متحده از طریق هلند می رود دنبال می کنند. همانطور که آقای وینت می‌گوید، کنجکاو است که هر کسی که آن الماس را لمس می‌کند چگونه می‌میرد.
این زوج از کار خود لذتی سادیستی می برند - برای مثال، به سرگرمی آقای وینت زمانی که آقای کید از جسد بانوی پیر (خانم ویسلر) که در کانال های آمستردام غرق شده اند عکس می گیرد و در مورد ارسال عکس ها به شوخی می کند. بچه های دبستانی که برایشان معلم مدرسه بود. این نوعی حس شوخ طبعی بیمارگونه ای است که آنها به اشتراک می گذارند، جملات یکدیگر را به عنوان یک بازی کامل می کنند و از رقابت بر سر جناس های طنزآمیز پر زحمت و سیاه لذت می برند. بنابراین تلاش برای سوزاندن جیمز باند زنده در یک کوره مرده‌سوز «ادای احترامی درخشان» و «قلب‌گرم‌کننده» است. آنها همچنین خود را با کاربرد پیچیده ضرب المثل ها سرگرم می کنند - برای مثال، پس از منفجر کردن یک هلیکوپتر در پرواز، آقای کید این جمله قدیمی را شروع می کند، "اگر خدا می خواست انسان پرواز کند ..." که آقای وینت نتیجه می گیرد: "او آقای کید به او بال می داد. و آقای وینت گفت: "اگر در ابتدا موفق نشدی، آقای کید" و سپس آقای کید پاسخ داد: "تلاش کن، دوباره تلاش کن، آقای وینت."
اگرچه به عنوان شریک از نزدیک با یکدیگر همکاری می کنند، اما هرگز یکدیگر را با نام کوچک خود خطاب نمی کنند، در عوض عنوان محبت آمیزتر و متعارف ادب را ترجیح می دهند - "آقا". در فیلم به شدت اشاره شده است که این دو عاشق هستند. آنها در یک صحنه دست در دست هم دیده می شوند. آقای وینت هم عادت دارد عطر زنانه بزند. و در یک نقطه، آقای کید اظهار می کند که تیفانی کیس ( جیل سنت جان ) جذاب است، "برای یک خانم"، پس از آن آقای وینت با حسادت به او نگاه می کند.
این دو از روش های متعدد و خلاقانه برای کشتن اهداف خود استفاده می کنند مانند:
- گذاشتن عقرب روی پیراهن یک دندانپزشک آفریقای جنوبی
- استفاده از بمب ساعتی برای منفجر کردن هلیکوپتری که قرار بود کالای پزشک را بگیرد.
- غرق کردن خانم ویسلر در رودخانه آمستل ، و سپس شوخی در مورد ارسال عکس های جسد در حال بازیابی برای دانش آموزان مدرسه اش در آفریقای جنوبی.
- مهر و موم کردن باند در تابوت و فرستادن او به کوره کوره جسد سوزی. باند زمانی فرار می کند که افراد بلوفلد متوجه می شوند که الماس هایی که به آنها داده تقلبی هستند و تابوت را از کوره بیرون می آورند.
- غرق شدن پلنتی اوتول ( لانا وود ) که او را با کیس تیفانی اشتباه می گیرد ، با پاهایش به یک بلوک بتونی، در استخری که آنقدر عمیق است که فقط تا نوک بینی او را زیر آب می برد و با این کار او را می کشد. تا حد امکان آهسته تر
- زنده به گور کردن باند با قرار دادن او در طول خط لوله تا در صحرای خارج از لاس وگاس دفن شود  - دومین باری است که او در رحمت آنها بیهوش شده است، اما باز هم آنها یک قتل بسیار دقیق را انتخاب می کنند. پس از به هوش آمدن، باند با اتصال کوتاه یک دستگاه جوشکاری خط لوله فرار می کند و برخی از کارگران را مجبور می کند آن را بازرسی کنند.

آخرین تلاش آنها برای کشتن باند و کیس در کشتی کروز اس اس کانبرا پس از اینکه باند نقشه بلوفلد را خنثی کرد اتفاق می افتد . آنها به عنوان مهماندار در سوئیت این زوج ظاهر می شوند و یک شام عاشقانه برای آنها سرو می کنند که به ادعای آنها از ویلارد وایت است . این وعده غذایی شامل صدف اندلس، شیشلیک ، ترشیجات، دنده اولیه و سالاد اتوپیا است. دسر La Bombe Surprise است  - به معنای واقعی کلمه، زیرا یک بمب واقعی در داخل آن پنهان شده است. با این حال، وقتی آقای وینت بطری شراب را باز می‌کند و به باند چوب پنبه را می‌دهد تا بو کند، باند بوی عطر ادکلن آقای وینت را می‌گیرد، آن را به ماجراجویی‌اش در خط لوله مرتبط می‌کند و به سرعت متوجه می‌شود که چیزی اشتباه است. او در مورد ادکلن اظهار نظر می کند و آن را "قوی" و "به اندازه کافی قوی برای دفن هر چیزی" توصیف می کند (اشاره به رسوب در خط لوله لاس وگاس).
پس از چشیدن یک لیوان موتون روچیلد 55، باند به طور اتفاقی اظهار می کند که انتظار داشت یک کاتر با چنین شام بزرگی بخورد. وقتی آقای وینت پاسخ می‌دهد که زیرزمین‌های کشتی به اندازه‌ی کافی با چمدان‌ها پر شده است، باند نادانی سردار را برملا می‌کند و در پاسخ می‌گوید که موتون روچیلد در واقع یک کلر است ، پیش از این که بگوید: «قبلاً آن افترشیو را بو کرده‌ام، و هر دو بار بوی آن را استشمام کرده‌ام. موش." (اشاره دیگر به رها شدن در خط لوله وگاس.) با فهمیدن اینکه باند آنها را شناسایی کرده به او حمله می کنند. آقای کید سیخ های شیشلیک را آتش می زند و حرکت می کند تا باند را با آنها به چوب ببندد، در حالی که آقای وینت تلاش می‌کند باند را با زنجیری خفه کند . در طول مبارزه، باند ابتدا آقای کید را با پاشیدن کوروازیه به او و سیخ های شعله ور خنثی می کند و او را به آتش می کشد. در عرض چند ثانیه، آقای کید در شعله های آتش فرو می رود و در ناامیدی به اقیانوس می پرد. کیس دسر را به سمت آقای وینت پرت می کند، اما او جاخالی میدهد و بمب پنهان شده در کیک را فاش می کند.
باند با الهام از آقای وینت برتری می یابد. 007 با استفاده از دم کت وینت، دست های وینت را به هم گره می زند. سپس با چسباندن بمب به کت وینت، اورا از عرشه کشتی به پایین پرت می کند. انفجار وینت را درست قبل از برخورد با آب می کشد. باند که از روی عرشه نگاه می کند، با عصبانیت اظهار می کند: "خب، او مطمئناً با دم بین پاهایش رفت."

## تاثیر فرهنگی
- این دو به عنوان شخصیت‌های «آقای وینک» و «آقای فیب» در مجموعه انیمیشن Codename: Kids Next Door تقلید می‌شوند .
- این جفت در فیلم Sex and Death 101 ساخته دانیل واترز که یک زوج لزبین به نام های بامبی وینت و تامپر کید را نشان می دهد تقلید می شود. زنان نام خانوادگی قاتلان مرد و نام کوچک محافظان زن ویلارد وایت را دارند و با همان الگوهای گفتاری متمایز و مؤدبانه ای صحبت می کنند.
- یک فروشگاه جواهرات الماس در لندن، که در سال 2002 تأسیس شد، به نام وینت و کید نامگذاری شد.
- در افزونه Fallout 3 Broken Steel ، یک جفت غول که ممکن است بازیکن در یک ماموریت با آنها روبرو شود، "Wint" و "Kidd" نام دارند.
- مجموعه تلویزیونی سال 2003 تجسم مجموعه لاک‌پشت‌های نینجا جهش یافته نوجوان، دو مزدور جنایتکار فوق‌العاده به نام‌های مستر تاچ و مستر گو را معرفی می‌کند که به همان شیوه وینت و کید گفتگو می‌کنند.
- سری انیمیشن DC Static Shock دارای دو دانش‌آموز بداخلاق به نام‌های Specs و Trapper هستند که به همان شیوه‌ای که Wint و Kidd استفاده می‌کنند ، یکدیگر را مورد خطاب قرار می‌دهند.
- در قسمت دوم از سری اول The League of Gentlemen ، دو نقشه بردار به نام های آقای وینت و مستر کید وارد رویستون واسی می شوند. شخصیت ها از همان الگوهای گفتاری ملایمی استفاده می کنند که Wint و Kidd در Diamonds Are Forever استفاده می کنند .
- در بازی ویدیویی Fur Fighters ، دو خرس سیامی به نام‌های Grr و Mr. Arrgh به بازیکن در یک خانه تفریحی حمله می‌کنند که به‌تدریج سلامت بازیکن را به دلیل تأثیر هیپنوتیزمی آن تحت تأثیر قرار می‌دهد. وقتی خرس ها کشته می شوند، خانه تفریحی غیرفعال می شود